# Embret Svestad-Bårdseng
Embret Svestad-Bårdseng, né le 1er septembre 2002 à Oslo, est un coureur cycliste norvégien. 

## Biographie
En 2019, Embret Svestad-Bårdseng termine deuxième du critérium et troisième de la course en ligne aux championnats de Norvège juniors (moins de 19 ans). Il fait ensuite ses débuts chez les espoirs (moins de 23 ans) en 2021, après une seconde année juniors perturbée par la pandémie de Covid-19. En septembre, il obtient son premier podium dans une course du calendrier UCI en prenant la deuxième place de la Gylne Gutuer. 
Il intègre l'équipe continentale Coop en 2022, après y avoir été stagiaire. Bon grimpeur, il remporte une étape puis le classement général du Tour Te Fjells, manche de la Coupe de Norvège. Il s'adjuge également le classement de la montagne du Tour de Grèce et termine deuxième du Sundvolden GP, sixième du South Aegean Tour ou encore dix-huitième du Tour de Norvège, face à plusieurs coureurs du World Tour. Au mois d'aout, il participe avec sa sélection nationale au Tour de l'Avenir, où il se classe quatrième de la dernière étape de montagne à Villaroger. 
Ses bons résultats lui permettent de passer professionnel en 2023 au sein de la formation américaine Human Powered Health,. Il commence sa saison sur le Trofeo Calvia, où il prend la 35e place. Peu de temps après, il termine quatorzième du Tour d'Arabie saoudite.

## Palmarès et résultats

### Palmarès par année
- 2019
  - 2e du championnat de Norvège du critérium juniors
  - 3e du championnat de Norvège sur route juniors
- 2021
  - 2e de la Gylne Gutuer
- 2022
  - Tour Te Fjells  :
    - Classement général
    - 2e étape

  - 2e du Sundvolden GP

### Résultat sur un Grand Tour

#### Tour d'Italie
1 participation
- 2025 : 22e

### Classements mondiaux
| Année                                 | 2021  | 2022 | 2023  | 2024 |
| ------------------------------------- | ----- | ---- | ----- | ---- |
| Classement mondial                    | 1319e | 918e | 1341e | 849e |
| UCI Europe Tour                       | 949e  | 674e | nc    | nc   |
|                                       |       |      |       |      |
| Légende : nc = non classéSource : UCI |       |      |       |      |